# Marc-René de Voyer d'Argenson
Marc-René de Voyer de Paulmy d’Argenson, marquês de Voyer, conde de Paulmy, visconde de La Guerche, barão des Ormes, depois conde d'Argenson (1764), (Paris, 20 de setembro de 1722 — Les Ormes, 18 de setembro de 1782) foi um militar francês.
Filho de Marc-Pierre, conde d'Argenson, foi tenente-general dos exércitos do rei, diretor-geral do haras e governador do castelo de Vincennes, depois governador de várias províncias.
Colecionador de arte, entre 1750 e 1752 mandou construir o castelo d'Asnières, sob orientação do arquiteto Jacques Hardouin-Mansart de Sagonne, que se tornou em 1753-1755, no Armazém geral do haras d'Asnières. Foi o primeiro grande patrono do arquiteto Charles De Wailly, confiando-lhe, de 1754-1755, logo após seu retorno de Roma, a transformação da sala de jantar d'Asnières em um novo estilo clássico. Foi lhe encomendado também, de 1762 a 1770, a construção de seu hotel parisiense na Rue des Bons Enfants, e a reforma em 1769-1778, do castelo des Ormes (Vienne), que herdou de seu pai, em 1764.

## Biografia

### Família
A família Argenson é originária de Touraine e estabeleceu sua filiação nobre a partir de 1374, embora a existência de Voyer, senhores de Paulmy, seja atestada desde 1244.
Marc-René de Voyer d'Argenson é o filho mais velho de Marc-Pierre, conde d'Argenson (1696-1764), que foi secretário de Estado da Guerra de Luís XV, e de sua esposa Anne Larcher (1706-1754), filha de uma rica família de parlamentares parisienses.

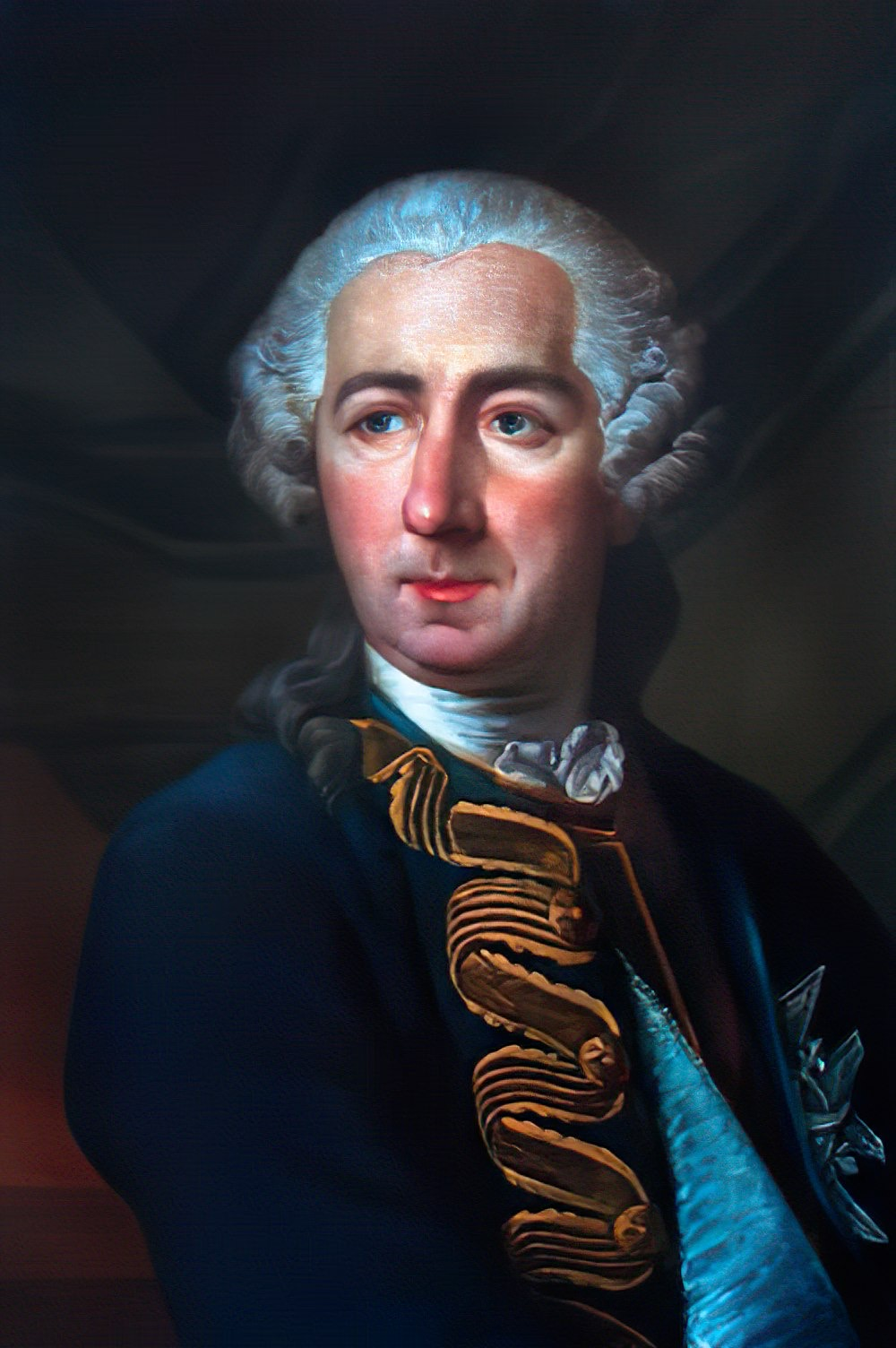
O marechal de Mailly, sogro do marquês de Voyer

Casou-se, em 10 de janeiro de 1747 com Joséphine Marie Constance de Mailly d'Haucourt (1734-1783), filha do marechal de Mailly, amigo de seu pai, e de Constance Colbert de Torcy. Tiveram por filho Marc-René (1771-1842), que se tornou marquês d'Argenson em 13 de agosto de 1787, em razão da morte de seu primo, último representante do ramo mais antigo da família.

### Carreira
Tenente do regimento real de cavalaria, foi promovido a brigadeiro em 1 de maio de 1745. Teve grande desempenho, em 11 de maio de 1745, na Batalha de Fontenoy, onde comandou o regimento de Berry. Foi promovido a marechal de campo em 10 de maio de 1748. Serviu honrosamente em todas as guerras de Flandres e da Alemanha
Foi nomeado, em 1752, diretor-geral do haras, tenente-general dos exércitos do rei e governador do castelo de Vincennes. Foi sucessivamente tenente-general na Alsácia, oficial de justiça em Touraine, e comandante militar em Saintonge, Poitou e Aunis, onde dirigiu a drenagem dos pântanos de Rochefort e aumentou as defesas de Île d'Aix.
É no exercício das suas funções, em Rochefort, que adquire uma doença grave e morre em 18 de setembro de 1782, faltando dois dias para completar sessenta anos de idade. Foi sepultado na igreja de Paulmy (Lochois), local onde outros membros de sua família estão sepultados.
Marc-René de Voyer de Paulmy d’Argenson era associado livre em 1749, e depois membro honorário da Academia Real de Pintura e Escultura. Foi vice-patrono da Académie de Saint-Luc (1751-1764). Foi protetor do filósofo utopista Dom Deschamps (1716-1774), e do abade Yvon, colaborador da Encyclopédie, e que também era bibliotecário no castelo des Ormes.